# Néstor Carballo
Néstor E. Carballo (3 de fevereiro de 1929 - 22 de setembro de 1981) foi um futebolista uruguaio que atuava como defensor.

## Carreira
Néstor Carballo fez parte do elenco da Seleção Uruguaia de Futebol, na Copa do Mundo de 1954.